# Fernando de Noronha
Fernando de Noronha je ostrov a zároveň název malého souostroví, které se nachází v Atlantském oceánu asi 350 km směrem na východ od pobřeží Brazílie. Stejnojmenný hlavní ostrov má rozlohu 18,4 km². Souostroví je administrativně součástí brazilského spolkového státu Pernambuco. Na hlavním ostrově, který je osídlen téměř 400 let, žilo v roce 2014 celkem 2 884 obyvatel, z nichž největší část obývala město Vila dos Remédios. Místní populace postupně narůstá, v roce 2020 dosáhla počtu 3101 obyvatel, což představuje 154,55 obyv./km².

## Historie

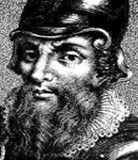
Fernão de Noronha

Souostroví je pojmenováno po bohatém obchodníkovi z přelomu 15. a 16. století jménem Fernão de Noronha (též Fernão de Loronha). Fernão de Noronha patřil k marranům, tj. k Židům, kteří konvertovali ke křesťanství. Narodil se v roce 1470 ve španělské Asturii, na Iberském poloostrově působil jako reprezentant bankovního domu Jakoba Fuggera. 
Posléze spolu s dalšími marranskými obchodníky dovážel z oblasti dnešní Brazílie do Portugalska velké náklady dřeva, používaného v barvířství. Za tyto dodávky byl v roce 1504 oceněn portugalským králem Manuelem I., který mu věnoval ostrov nedaleko brazilského pobřeží, do té doby nazývaný São João da Quaresma.
Dne 1. června 2009 v časných ranních hodinách se ve vzdálenosti zhruba 600 až 650 km od ostrova Fernando de Noronha, ze kterého byl předtím sledován na radaru brazilského řízení letového provozu, zřítil do Atlantiku  Airbus A330-203 letecké společnosti Air France. Všech 216 cestujících spolu se členy posádky, kteří byli na palubě letu Air France 447,  při tomto neštěstí zahynulo.

## Národní park, UNESCO
Část ostrova a okolní vodní plocha byla v roce 1988 vyhlášena jedním z brazilských národních parků. Jeho celková rozloha je 109,275 km². Od roku 2001 je národní park společně s biosférickou rezervací atolu Rocas zapsán na seznam světového přírodního dědictví UNESCO.

## Fotogalerie

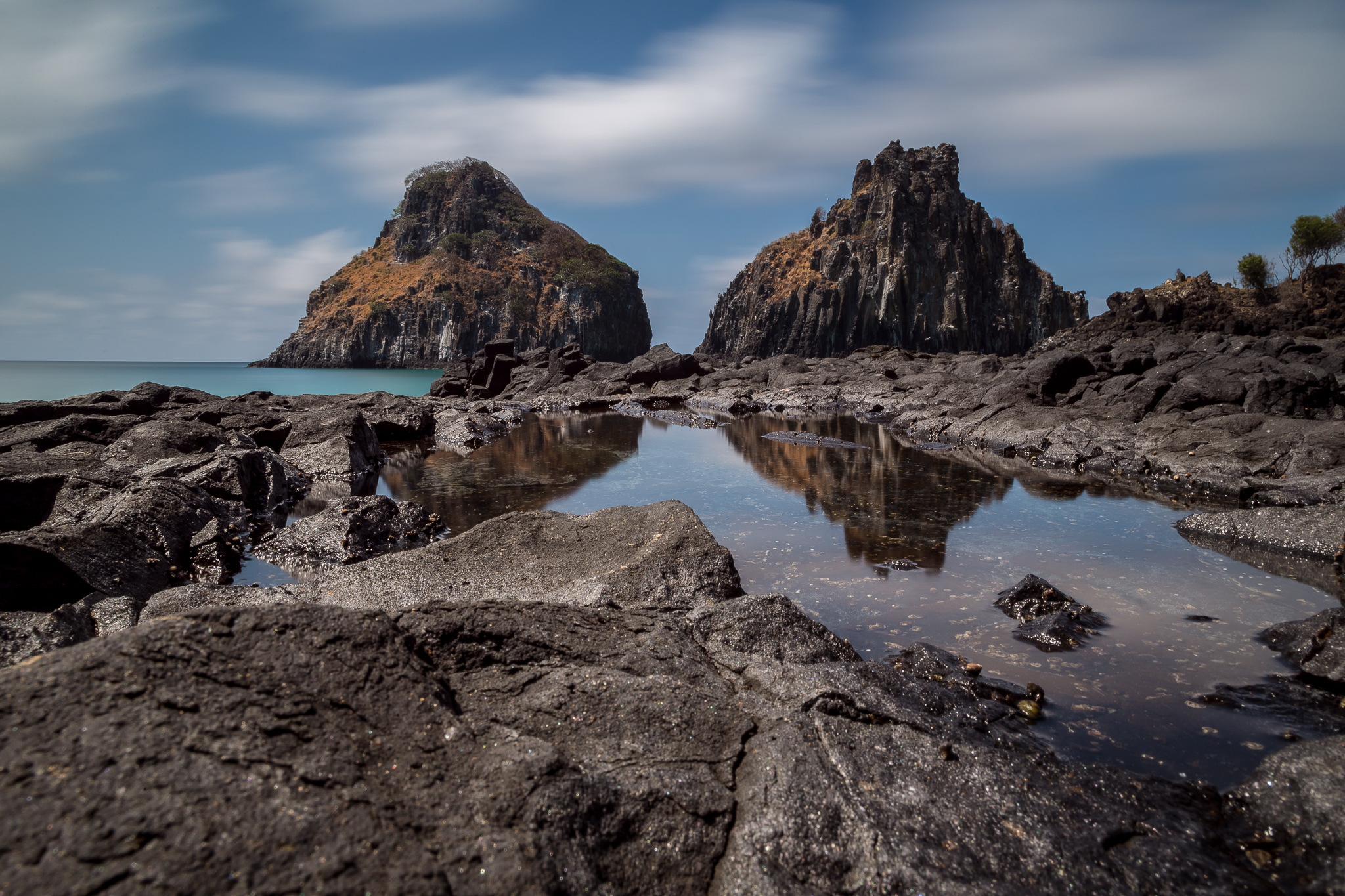
Sloupcová odlučnost sopečných hornin
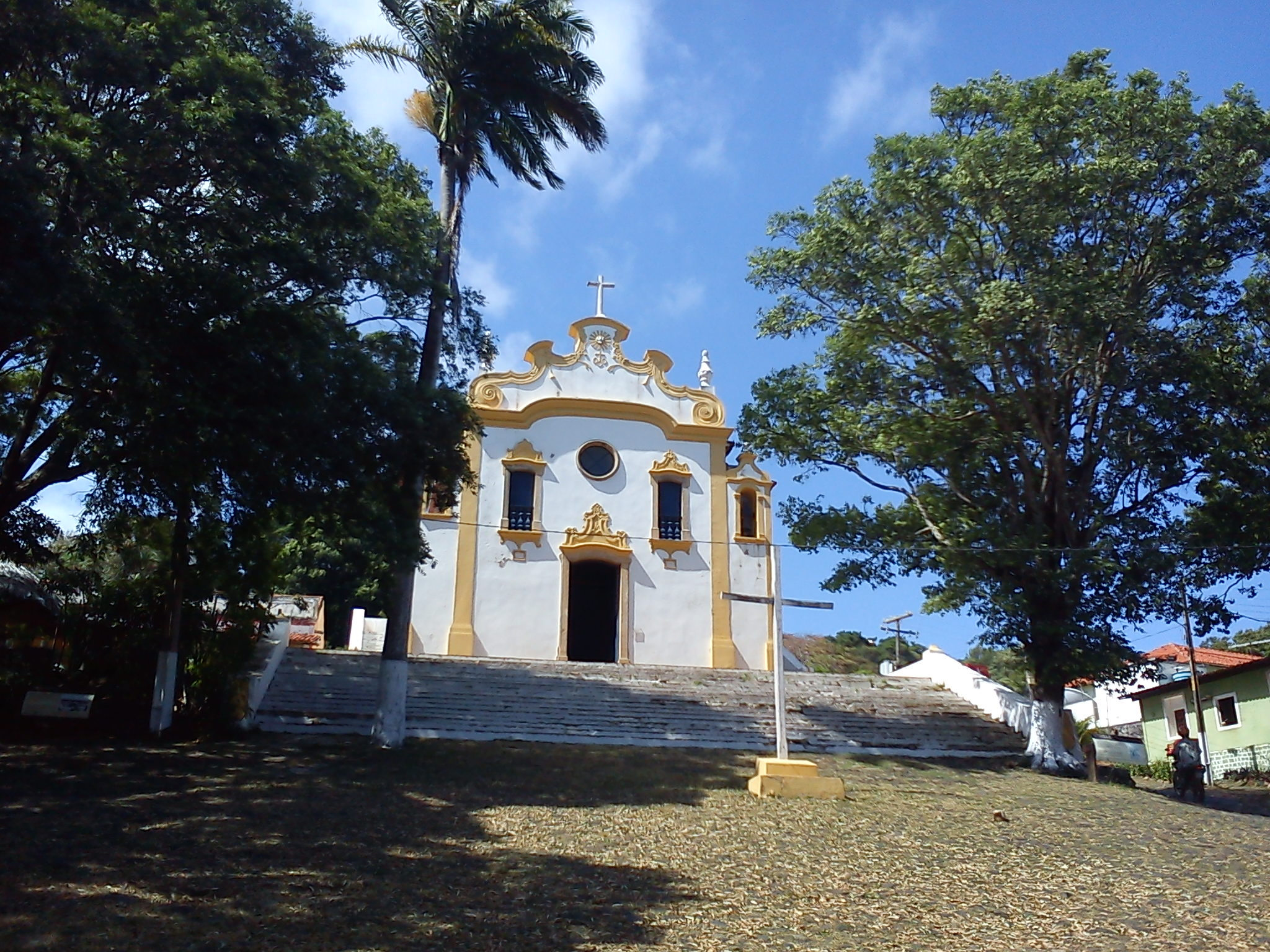
Barokní kostel Nossa Senhora dos Remédios
Mapa souostroví
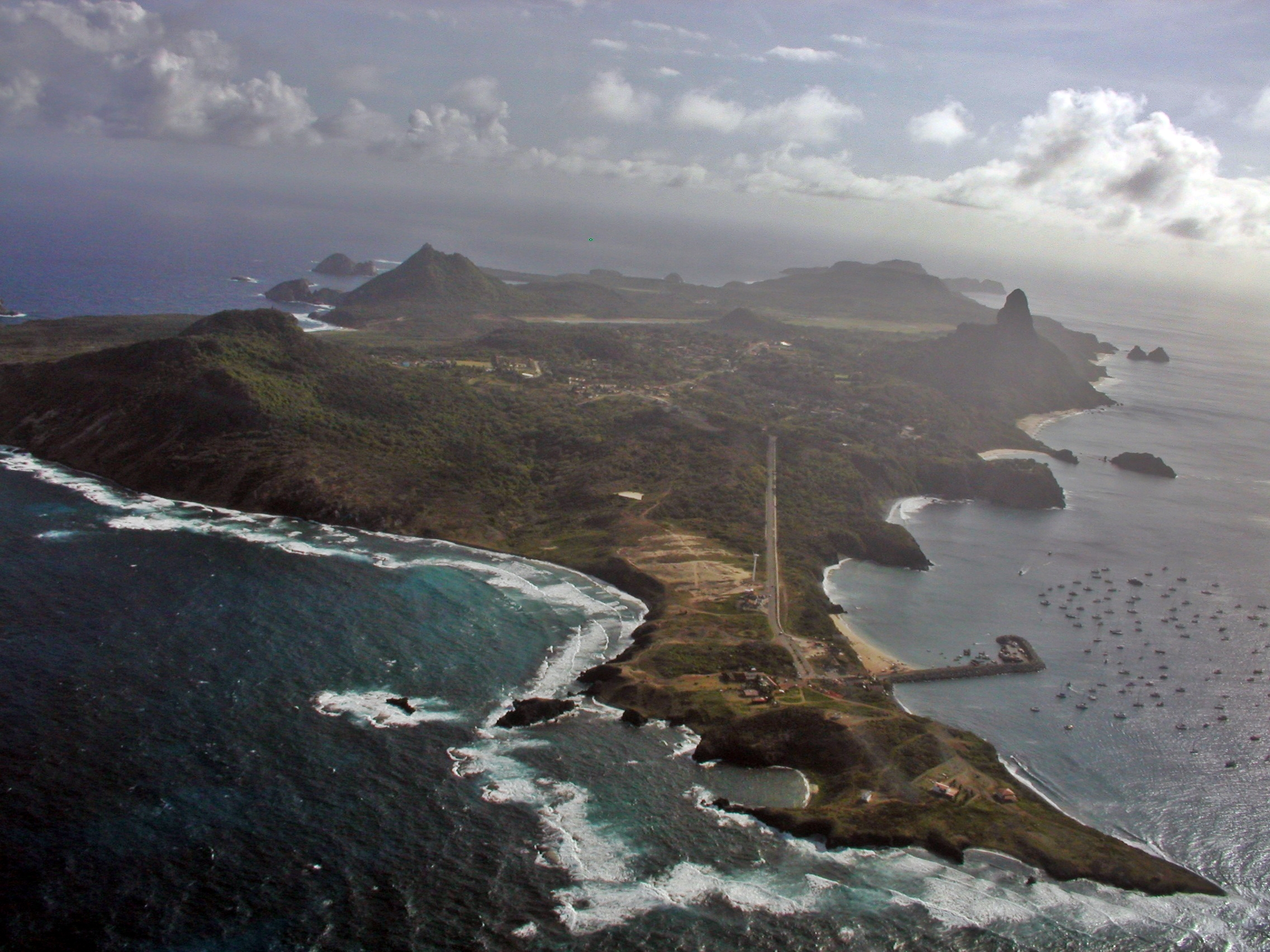
Letecký snímek
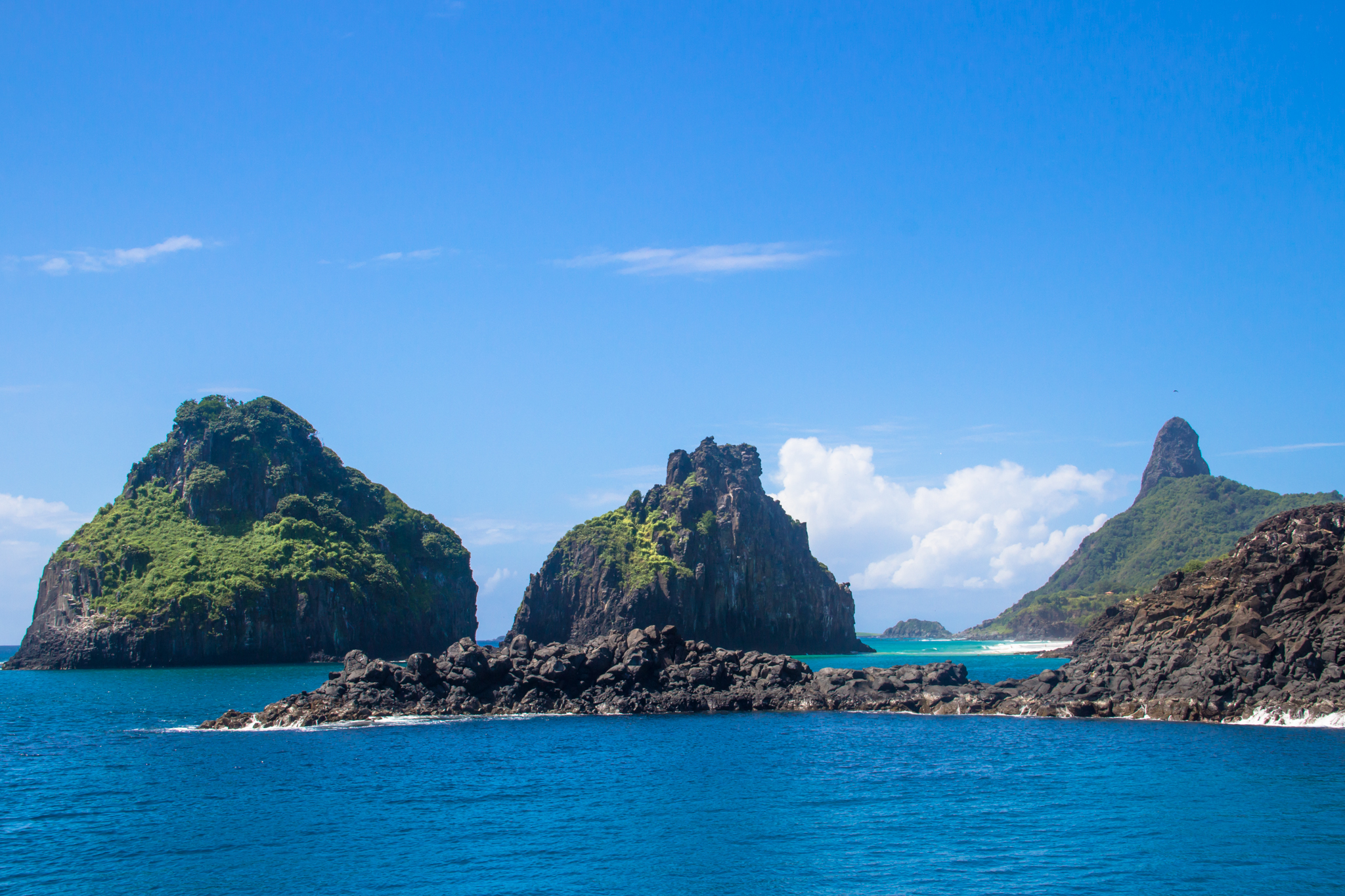
Ostrůvky dois Irmãos
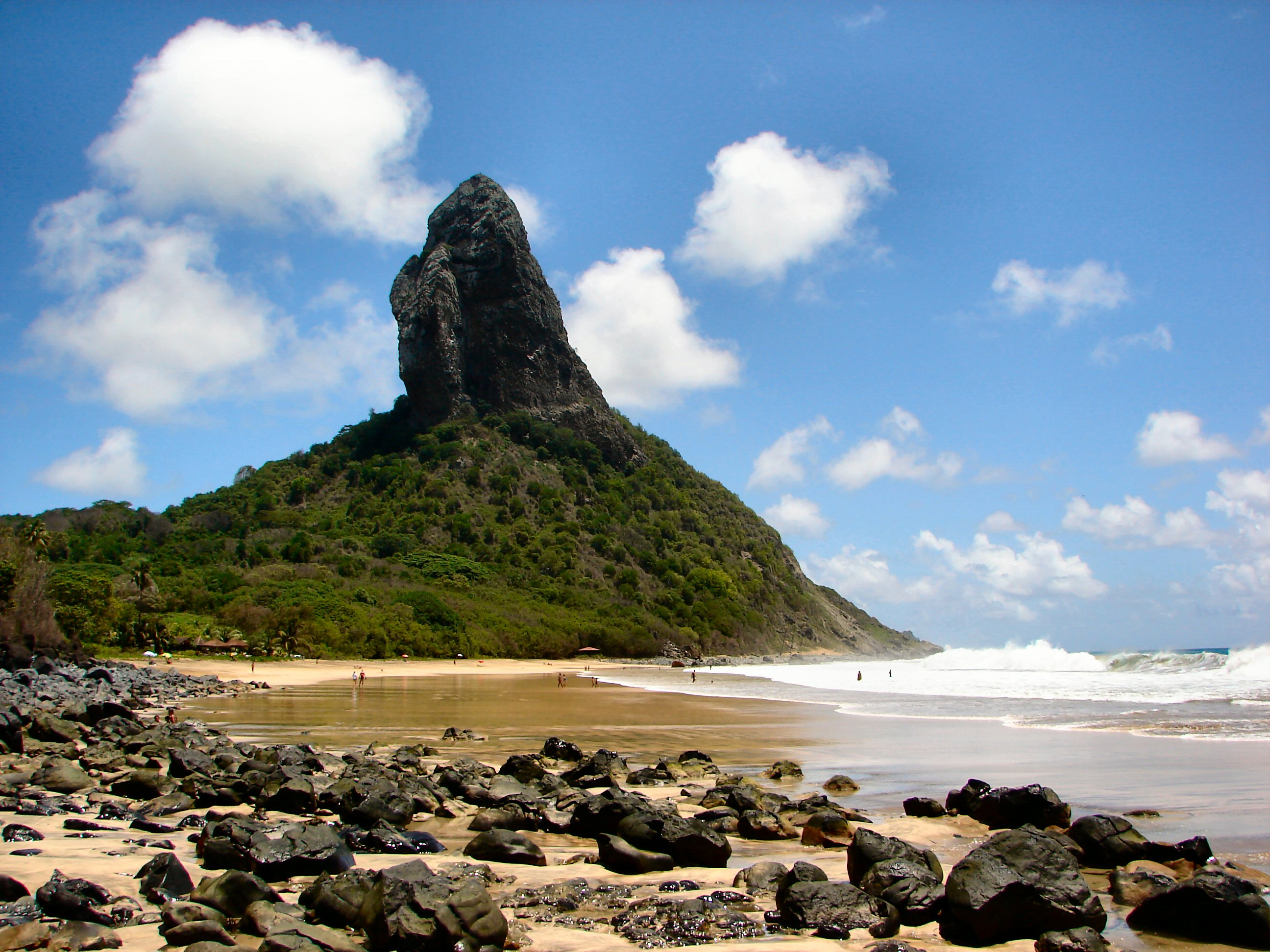
Pláž Conceicao a skála morro do Pico